# Chevak (Alasca)
Chevak é uma cidade localizada no estado americano de Alasca, no Wade Hampton Census Area.

## Demografia
Segundo o censo americano de 2000, a sua população era de 765 habitantes.
Em 2006, foi estimada uma população de 823, um aumento de 58 (7.6%).

## Geografia
De acordo com o United States Census Bureau, a localidade tem uma área de 3,1 km², dos quais 3,0 km² cobertos por terra e 0,1 km² cobertos por água.

## Localidades na vizinhança
O diagrama seguinte representa as localidades num raio de 104 km ao redor de Chevak.